# Justitiehuis

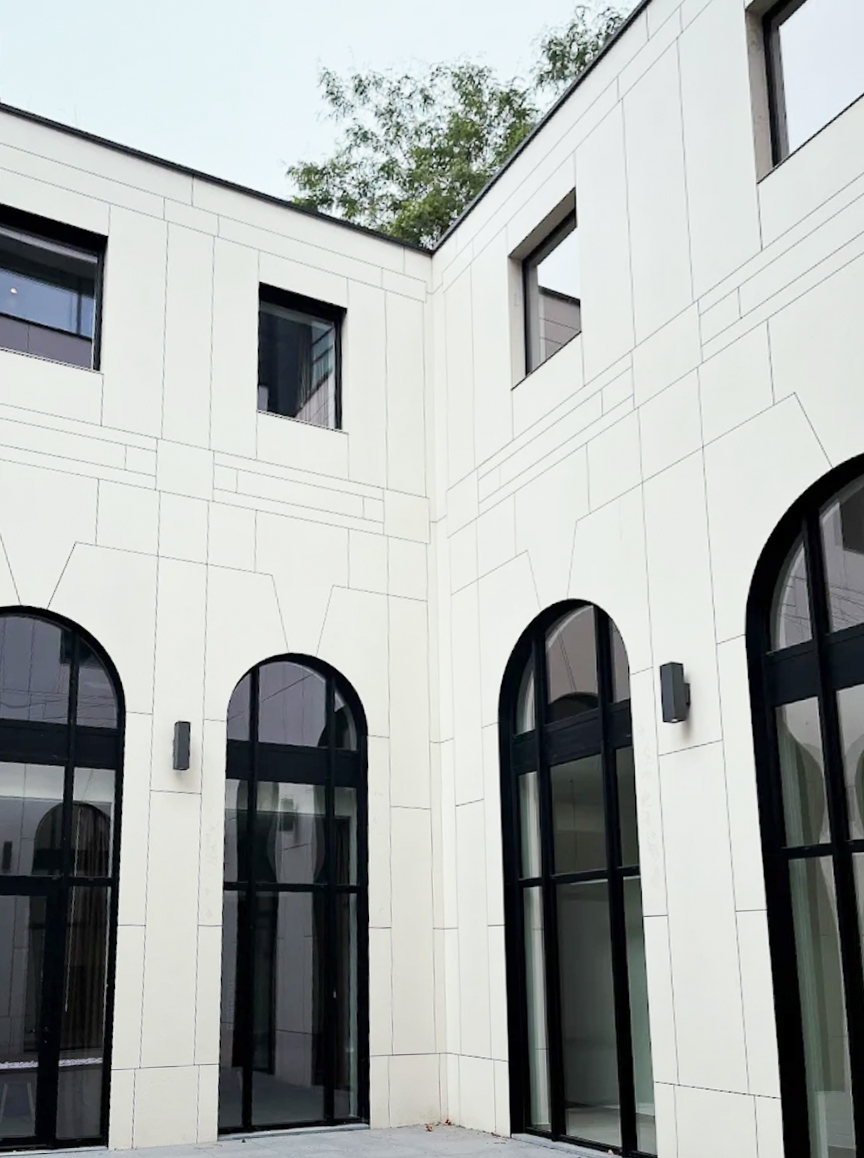
Vlaams Justitiehuis in Brussel

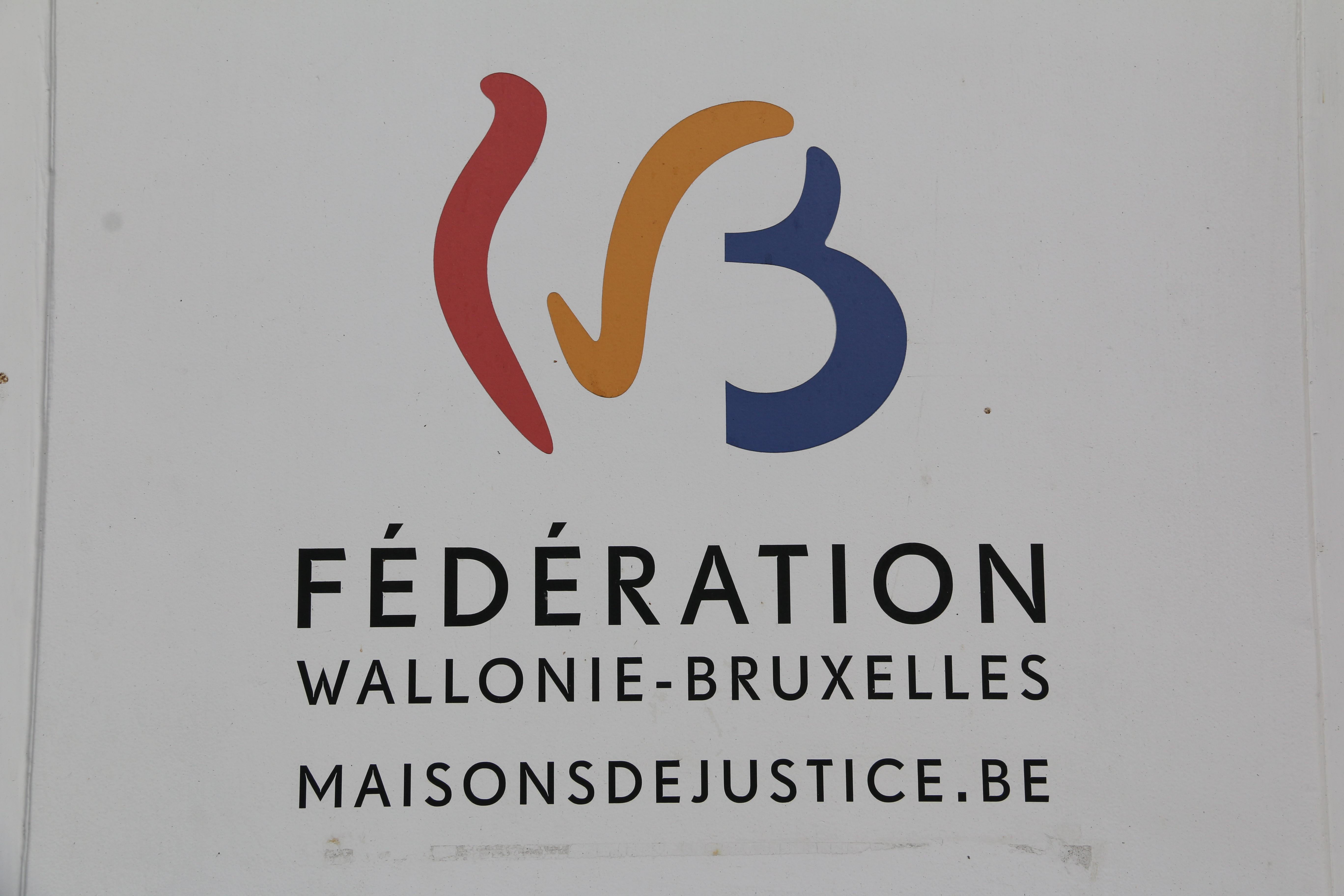
Justitiehuis in Bergen

Een justitiehuis (Frans: maison de justice/ Duits: Justizhaus) in België is een dienst van de overheid die instaat voor de begeleiding van daders bij hun strafuitvoering, de ondersteuning van slachtoffers in de gerechtelijke procedure en advies verleent aan gerechtelijke overheden en burgers.

## Geschiedenis
De justitiehuizen werden in 1999 opgericht in de nasleep van de zaak-Dutroux, die leidde tot een grondige hervorming van justitie. Verschillende bestaande diensten werden toen gehergroepeerd in de justitiehuizen, aangevuld met een laagdrempelige loketfunctie voor burgers.
Het Vlinderakkoord van de regering-Di Rupo voorzag in de overheveling van de justitiehuizen van de Federale Overheidsdienst Justitie naar de gemeenschappen. Op 17 december 2013 werd hierover een samenwerkingsakkoord gesloten tussen de federale staat en de drie gemeenschappen. De bevoegdheidsoverdracht ging van kracht op 1 juli 2014; het personeel en de middelen werden overgedragen per 1 januari 2015. Sinds 2022 behoren de justitiehuizen van de Vlaamse overheid tot het Agentschap Justitie en Handhaving.

## Werking[1][2][3]
Justitieassistenten zorgen voor de begeleiding en opvolging van daders vóór (bijvoorbeeld tijdelijk huisverbod en vrijheid onder voorwaarden) en na een vonnis (bijvoorbeeld probatie, voorwaardelijke invrijheidstelling en elektronisch toezicht). Op vraag van gerechtelijke en administratieve overheden voeren justitieassistenten ook adviesopdrachten uit waarbij zij hun opdrachtgevers via voorlichtingsrapporten of maatschappelijke enquêtes informeren en adviseren in allerlei procedures (bijvoorbeeld voorwaardelijke invrijheidstelling, autonome werkstraf, …).
Justitieassistenten slachtofferonthaal zorgen voor bijstand aan slachtoffers en na(ast) bestaanden tijdens de gehele gerechtelijke procedure. Ze verschaffen informatie over de stand van zaken en de fasering van procedures en over de rechten die slachtoffers en na(ast) bestaanden hebben. Daarnaast zorgen justitieassistenten ook voor begeleiding, vooral op moeilijke momenten zoals bij een wedersamenstelling, de inzage van een gerechtelijk dossier of op de zitting van de rechtbank.
In het kader van de burgerrechtelijke opdrachten voeren justitieassistenten op vraag van de familierechter maatschappelijk onderzoek in complexe echtscheidingssituaties. Op basis van dit onderzoek wordt de familierechtbank geïnformeerd over de positie en beleving van de kinderen, de familiale dynamiek en de huidige leefsituatie van de betrokkenen. Het rapport van de justitieassistent laat de rechter toe om oordeelkundig de best mogelijke beslissing te nemen.
Tot slot voorziet of faciliteert het justitiehuis in een eerstelijnswerking. Rechtzoekenden kunnen er voor een eerste gesprek terecht bij een advocaat of justitieassistent. Meestal wordt met de cliënt bekeken welke gerechtelijke procedure voor hem het meest aangewezen is. In Vlaanderen wordt deze juridische eerstelijnsbijstand niet meer opgenomen door justitieassistenten zelf, maar georganiseerd via de Commissie voor Juridische Bijstand.

## Locaties
Er zijn 29 Justitiehuizen in België. In elk van de 27 voormalige gerechtelijke arrondissementen is er een justitiehuis. Aangezien zowel de Vlaamse als Franse Gemeenschap bevoegd zijn in Brussel, zijn er twee justitiehuizen in het Brussels-Hoofdstedelijk-Gewest. In 2023 werd een nieuw justitiehuis geopend voor het arrondissement Halle-Vilvoorde. Een overzicht per gemeenschap:
- Vlaamse Gemeenschap: Antwerpen, Brugge, Brussel, Dendermonde, Gent, Halle-Vilvoorde, Hasselt, Ieper, Kortrijk, Leuven, Mechelen, Oudenaarde, Tongeren, Turnhout en Veurne
- Franse Gemeenschap: Aarlen, Brussel, Charleroi, Dinant, Hoei, Luik, Marche-en-Famenne, Bergen, Namen, Neufchâteau, Nijvel, Doornik en Verviers
- Duitstalige Gemeenschap: Eupen

## Toekomst
Vlaams Minister voor Justitie Zuhal Demir bepaalde in haar Beleidsnota Justitie & Handhaving 2024 – 2029 om de justitiehuizen te hervormen naar ‘Reclassering Vlaanderen’. Deze hervorming moet bijdragen aan een duidelijke profilering van de rol van reclassering binnen het strafrechtsysteem, maar ook helpen bij het communiceren van een eenduidige boodschap over de doelstellingen van deze dienst. De beweging naar ‘Reclassering Vlaanderen’ impliceert ook dat de dienst Slachtofferonthaal als een afzonderlijke entiteit wordt gepositioneerd.